# Partido Comunista de Benín

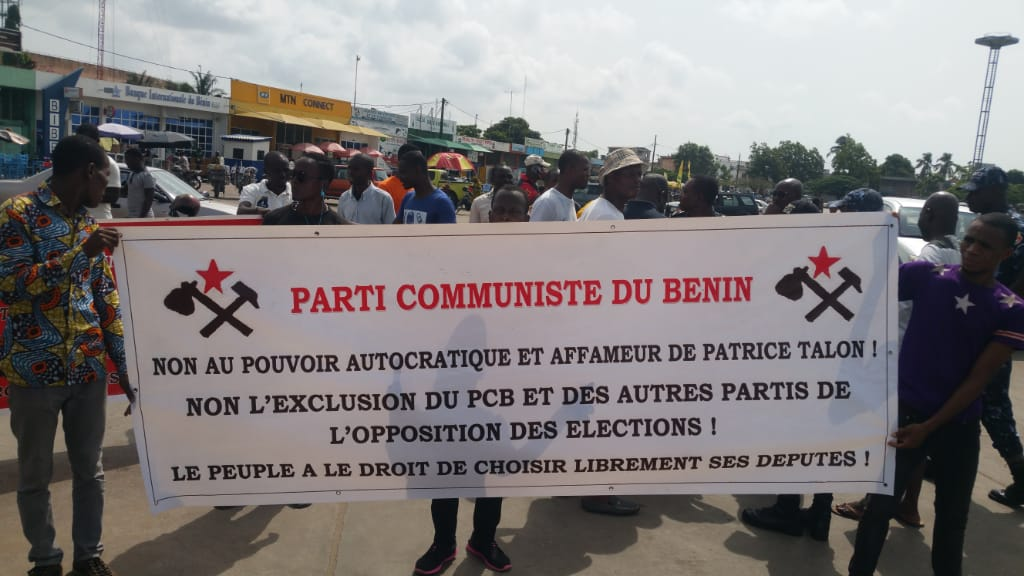
Participación del PCRB durante las protestas de Benín de 2019 enfrente de la comisión electoral, 3 de marzo del 2019

El Partido Comunista de Benin (en francés: Parti Communiste du Bénin) es un partido político en Benín. El PCB fue fundado en 1977 por la Unión de los Comunistas de Dahomey. El partido fue inicialmente llamado "Partido Comunista de Dahomey" (Parti Communiste du Dahomey). El primer secretario del partido es Pascal Fantodji. Durante la existencia de la República Popular Socialista de Albania mantuvo muy buenas relaciones con el Partido del Trabajo de Albania
El PCB está afiliado a la Conferencia Internacional de Partidos y Organizaciones Marxista-Leninistas (Unidad y Lucha).

## Historia
En 1974, varios grupos revolucionarios opuestos al régimen militar liderado por Mathieu Kérékou formaron la Juventud Unida de Dahomey, que fue inmediatamente declarada ilegal. Un 3 de diciembre de 1976 se creó la Unión de Comunistas de Dahomey, luego el 31 de diciembre de 1977 pasa a llamarse Partido Comunista de Dahomey, rechazando así el cambio de nombre que tuvo el país de República de Dahomey a República Popular de Benín, realizado en 1975 por el régimen militar en alusión al Reino de Benín.
El PCB fue ilegalizado como partido durante la República Popular de Benín, luchando en la clandestinidad contra el régimen de Mathieu Kérékou. El partido fue la principal fuerza de oposición por izquierda a Kérékou. Un 17 de septiembre de 1993, luego de la caída del gobierno militar, el partido fue legalizado, entonces el partido decide renombrarse como "Partido Comunista de Benín".

## Escisión
En 1998, el partido expulsó a Magloire Yansunnu quien decidió, junto a sus simpatizantes, fundar el Partido Comunista Marxista-Leninista de Benín ( Parti communiste marxiste-léniniste du Bénin) en 1999. Desde del 21 de marzo de 2019, dicho partido no pudo continuar existiendo legalmente debido a la carta de los partidos políticos en Benín. La publicación del partido llevaba el nombre de "Combat pour le communisme".